# Olle Hilding
Olle Hilding, ursprungligen Hilding Olof Johansson, född 19 juli 1898 i Katarina församling i Stockholm, död 9 november 1983 på samma plats, var en svensk skådespelare.

## Biografi
Hilding blev intresserad av teater i barndomen då han brukade besöka Emil Norlanders revyer. Hilding debuterade 1917 som statist på Dramaten. Han saknade dock formell teaterutbildning som en följd av att han inte hade råd att bekosta en sådan. I stället tog han lektioner för Sie Christiernsson. Åren 1920–1923 turnerade han på landsorten med Oscar Winges teatersällskap och filmdebuterade under samma tid i Victor Sjöströms Vem dömer (1922). Från och med 1923 var han åter i Stockholm och verkade där vid diverse småscener som Lilla teatern, Blancheteatern och Komediteatern. Åren 1928–1929 var han engagerad vid Svenska teatern i Vasa.
Under stora delar av 1930-talet gjorde Hilding ett uppehåll från skådespeleriet och hjälpte i stället Erik Lindorm med dennes bokkrönikor. Hilding återvände till teatern 1940 då han engagerades vid Dramaten. Samtidigt blev han lärare för Dramatens elevskola och 1948–1953 var han även föreståndare för densamma. Under sin tid som lärare införde han improvisation i undervisningen.
Hilding fick inte sällan spela aparta typer, ibland humoristiska. Han hade ett skarpskuret ansikte, vilket gjorde att han ofta fick gestalta figurer som av olika anledningar befann sig utanför samhällets gemenskap. Som exempel på sådana roller kan nämnas procentare i Hustru för en dag (1933), judisk man i Uppsagd (1934) och osympatisk byggmästare i Goda vänner och trogna grannar (1938). Hilding var aktiv fram till 1980-talet och gjorde 1980 sin sista roll på Dramaten i Hustruskolan. 1982 medverkade han i Ingmar Bergmans Fanny och Alexander och 1983 i TV-versionen av Hustruskolan.
Han mottog Dramatens O'Neillstipendium 1973. Han var från 1934 gift med skådespelaren Olga Appellöf.

## Filmografi
- 1922 – Vem dömer
- 1923 – Johan Ulfstjerna
- 1926 – Fänrik Ståls sägner-del II
- 1928 – Svarte Rudolf
- 1929 – Konstgjorda Svensson
- 1930 – Kronans kavaljerer
- 1930 – Ulla, min Ulla
- 1931 – Skepp ohoj!
- 1932 – Landskamp
- 1933 – Hustru för en dag
- 1934 – Uppsagd
- 1937 – Adolf Armstarke
- 1938 – Goda vänner och trogna grannar
- 1939 – Då länkarna smiddes
- 1939 – Filmen om Emelie Högqvist
- 1939 – Mot nya tider
- 1940 – Hjältar i gult och blått
- 1940 – Mjölkens mirakler
- 1941 – Dunungen
- 1941 – Landstormens lilla argbigga
- 1942 – Eld, lera och människor
- 1942 – En äventyrare
- 1942 – Farliga vägar
- 1943 – Kajan går till sjöss
- 1943 – Ordet
- 1944 – Excellensen
- 1944 – Kurt gör slag i saken
- 1944 – Lev farligt
- 1944 – Mitt folk är icke ditt
- 1944 – Som folk är mest
- 1945 – Vandring med månen
- 1946 – Brita i grosshandlarhuset
- 1946 – Det glada kalaset
- 1946 – Försök inte med mej
- 1946 – Harald Handfaste
- 1946 – Kristin kommenderar
- 1946 – Åsa-Hanna
- 1947 – Här kommer vi
- 1947 – Livet i Finnskogarna
- 1947 – Nyckeln i ringen
- 1948 – Synd
- 1950 – Kvartetten som sprängdes
- 1952 – Adolf i toppform
- 1953 – Barabbas
- 1953 – Ingen mans kvinna
- 1953 – Kolets ande
- 1953 – Marianne
- 1953 – Skuggan
- 1954 – Café Lunchrasten
- 1954 – Seger i mörker
- 1954 – Simon syndaren
- 1955 – Giftas
- 1956 – Ratataa
- 1957 – Synnöve Solbakken
- 1957 – Värmlänningarna
- 1958 – Fridolf sticker opp!
- 1959 – Fridolfs farliga ålder
- 1959 – Fly mej en greve
- 1961 – Han som fick leva om sitt liv
- 1963 – Det går an
- 1963 – Ett drömspel
- 1963 – Fan ger ett anbud
- 1963 – Isak Juntti hade många söner
- 1963 – Societetshuset (TV-serie)
- 1966 – Ön
- 1969 – Pippi Långstrump
- 1972 – Mannen som slutade röka
- 1974 – De tre från Haparanda (TV-serie)
- 1974 – En enkel melodi
- 1975 – Stumpen
- 1976 – Långt borta och nära
- 1978 – Bröllopsfesten (TV-film)
- 1979 – Godnatt, jord (TV-serie)
- 1980 – Det vita lyser i mörkret
- 1981 – Missförståndet
- 1982 – Fanny och Alexander
- 1983 – Hustruskolan

## Teater

### Roller (ej komplett)
| År   | Roll                                                   | Produktion                                                                           | Regi               | Teater                        |
| ---- | ------------------------------------------------------ | ------------------------------------------------------------------------------------ | ------------------ | ----------------------------- |
| 1924 | Henry                                                  | Dulcie (Dulcy) George S. Kaufman och Marc Connelly                                   | Einar Fröberg      | Komediteatern                 |
| 1925 | Kristian Nickels                                       | Röda Molly Franz Cornelius                                                           | Eric Malmberg      | Lilla Folkteatern             |
| 1926 | Tage Ulfklo, godsägare                                 | Ungkarlsflickan Eric Sundelius                                                       | Eric Malmberg      | Lilla Folkteatern             |
| 1926 | Anton Larsson, glasmästare Verner, varuhusets detektiv | Flickan från varuhuset V. Malmstrup och Jens Waage                                   | Eric Malmberg      | Lilla Folkteatern             |
| 1926 | Snickare Hoppe (Snok-Ludvig)                           | Baldevins bröllop (Baldevins bryllup) Vilhelm Krag                                   | John Norrman       | Lilla Folkteatern             |
| 1926 | August Pettersson, lumphandlare                        | AB Udda varor Eric Sundelius                                                         | John Norrman       | Lilla Folkteatern             |
| 1926 | Nikodemus Samuelsson                                   | Potifars hustru Herman Iseborg                                                       | John Norrman       | Lilla Folkteatern             |
| 1926 | Fattig-Johan, Per Olssons bror                         | Per Olsson och hans käring Gustaf af Geijerstam                                      | John Norrman       | Lilla Folkteatern             |
| 1926 | Joakim Harder (Furukubbe)                              | Miljonär för en dag Fredrik Lindholm                                                 | John Norrman       | Lilla Folkteatern             |
| 1927 | Max Loppinsky, danslärare                              | Doktorn på nr 18 Vilhelm Moberg                                                      | John Norrman       | Lilla Folkteatern             |
| 1927 | Hugo                                                   | Klentrogne Thomas (Der ungläubige Thomas) Carl Laufs och Wilhelm Jacoby              | Elsa Norrman       | Lilla Folkteatern             |
| 1927 |                                                        | Storkens vikarie (Baby Mine) Margaret Mayo                                           | Hugo Bolander      | Lilla Folkteatern             |
| 1927 |                                                        | Paradiset Anders Asping                                                              |                    | Lilla Folkteatern             |
| 1927 | Dun-August                                             | Vackra Ville Hans Brask                                                              | Gustaf Edgren      | Lilla Folkteatern             |
| 1928 | Fritz Holm, författare                                 | Silkesstrumpan Algot Sandberg                                                        | John Norrman       | Lilla Folkteatern             |
| 1929 | Per Olsson, bonde                                      | Per Olsson och hans käring Gustaf af Geijerstam                                      | Charley Paterson   | Wasa Teater                   |
| 1929 | Hans Werneuchen                                        | Fröken Trallala (Fräulein Trallala) Jean Gilbert, Georg Okonkowski och Leo Leipziger | Ingvar Ericson     | Wasa Teater                   |
| 1929 | Henrik Bennigkeit, lantbrukare                         | Kvinnan bakom allt (Vertagte Nacht) Franz Arnold och Ernst Bach                      | Carl Wallin        | Wasa Teater                   |
| 1929 |                                                        | Fjällgatan 14 Siegfried Fischer                                                      |                    | Mosebacketeatern              |
| 1929 |                                                        | Aldrig i livet Gustaf af Geijerstam                                                  | Hugo Bolander      | Lilla Folkteatern             |
| 1930 | Erik "Jerker" Jeson                                    | Söderkåkar Gideon Wahlberg                                                           | Hugo Jacobson      | Tantolundens friluftsteater   |
| 1931 | Häradshövdingen                                        | Johanson och Vestman Karl Staaf                                                      | Eric Malmberg      | Nya Intima teatern            |
| 1932 | Dr Suschka                                             | Pengar på banken (Tanz der Millionen) Fritz Löhner-Beda                              | Erik Berglund      | Folkteatern                   |
| 1932 | Redaktör                                               | Svensson Gustaf H. Lundberg                                                          | Erik Berglund      | Folkteatern                   |
| 1932 |                                                        | Adam och Evorna (Don Juan) Sigurd Hoel och Helge Krog                                | Gösta Ekman        | Gösta Ekmans Folkteater       |
| 1933 |                                                        | Luftexpressen (Potyautas) Alexander Lestyan och János Vaszary                        |                    | Gösta Ekmans Folkteater       |
| 1933 | Lewin                                                  | Sverige är räddat Erik Lindorm                                                       |                    | Gösta Ekmans Folkteater       |
| 1933 |                                                        | En kvinna med flax Brita von Horn                                                    | Per-Axel Branner   | Gösta Ekmans Folkteater       |
| 1937 | Germain                                                | Timmen H (LʼHeure) Pierre Chaine                                                     | Ernst Eklund       | Komediteatern                 |
| 1937 | Chon Prosper                                           | Khaki (Le Matériel humain) Paul Raynal                                               | Alf Sjöberg        | Dramaten                      |
| 1939 | Binet                                                  | Madame Bovary Gaston Baty                                                            | Harry Roeck-Hansen | Blancheteatern                |
| 1939 | Poliskommissarien                                      | Nederlaget Nordahl Grieg                                                             | Svend Gade         | Dramaten                      |
| 1939 | Jakob                                                  | Kungens komedi Oscar Rydqvist                                                        | Martha Lundholm    | Vasateatern                   |
| 1939 | Montferrand                                            | Christian Yvan Noé                                                                   | Martha Lundholm    | Vasateatern                   |
| 1939 | Pollinger                                              | Konserten (Das Konzert) Hermann Bahr                                                 | Martha Lundholm    | Vasateatern                   |
| 1943 | Dr Winter                                              | Månen har gått ned (The Moon is Down) John Steinbeck                                 | Harry Roeck-Hansen | Blancheteatern/ Oscarsteatern |
| 1943 | Mr Witherspoon                                         | Arsenik och gamla spetsar (Arsenic and Old Lace) Joseph Kesselring                   | Torsten Hammarén   | Oscarsteatern                 |
| 1943 | William                                                | De små rävarna (The Little Foxes) Lillian Hellman                                    | Harry Roeck-Hansen | Blancheteatern                |
| 1944 | Jepichodov                                             | Körsbärsträdgården (Вишнёвый сад eller Visjnjovyj sad) Anton Tjechov                 | Harry Roeck-Hansen | Blancheteatern                |
| 1944 | Paul Vasilich Vronoff                                  | Med clippern västerut (Flight to the West) Elmer Rice                                | Helge Hagerman     | Blancheteatern                |
| 1944 | Vane                                                   | Cocktails (Tell me the Truth) Leslie Howard                                          | Rudolf Wendbladh   | Blancheteatern                |
| 1945 | Nathanael Taney                                        | Det blåser en vind (The Searching Wind) Lillian Hellman                              | Harry Roeck-Hansen | Blancheteatern                |
| 1948 | Charles Piper                                          | Släktmötet (The Family Reunion) T S Eliot                                            | Alf Sjöberg        | Dramaten                      |
| 1950 | Kyparen                                                | Tokiga grevinnan (La Folle de Chaillot) Jean Giraudoux                               | Olof Molander      | Dramaten                      |
| 1951 | Mäster Block, Pfeffers värd                            | Diamanten (Der Diamant) Friedrich Hebbel                                             | Rune Carlsten      | Dramaten                      |
| 1959 | Frans Knivsmed                                         | Den politiske kannstöparen (Den politiske kandestøber) Ludvig Holberg                | Rune Carlsten      | Dramaten/ Folkan              |
| 1963 | Skrivaren                                              | Ställföreträdaren (Der Stellvertreter) Rolf Hochhuth                                 | Stig Torsslow      | Dramaten                      |
| 1964 | Philly Cullen                                          | Hjälten på den gröna ön (The Playboy of the Western World) John Millington Synge     | Lars-Erik Liedholm | Dramaten                      |
| 1965 | En skrivare                                            | Mutter Courage (Mutter Courage und ihre Kinder) Bertolt Brecht                       | Alf Sjöberg        | Dramaten                      |
| 1967 | Tjänaren                                               | Om fem år (Asi que pasen cinco años) Federico Garcia Lorca                           | Donya Feuer        | Dramaten                      |
| 1969 | Pastor Kimball                                         | Tolvskillingsoperan (Die Dreigroschenoper) Kurt Weill och Bertolt Brecht             | Alf Sjöberg        | Dramaten                      |
| 1969 | Doktor Bock                                            | Bröllopsfesten (Hochzeit) Elias Canetti                                              | Donya Feuer        | Dramaten                      |
| 1971 | Gamlingen                                              | Sol, vad vill du mig? Birger Norman                                                  | Ingvar Kjellson    | Dramaten                      |
| 1972 | Pettersen, Werles betjänt                              | Vildanden Henrik Ibsen                                                               | Ingmar Bergman     | Dramaten                      |
| 1979 | En schackspelande gubbe                                | Kollontaj Agneta Pleijel                                                             | Alf Sjöberg        | Dramaten                      |

### Regi
| År   | Produktion                                       | Teater   |
| ---- | ------------------------------------------------ | -------- |
| 1948 | David Copperfield Charles Dickens och Max Maurey | Dramaten |

## Radioteater

### Roller
| År   | Roll                 | Produktion                                  | Regi          |
| ---- | -------------------- | ------------------------------------------- | ------------- |
| 1951 | Doktor Harry Lund    | Hillman & Son: Matt med damen Folke Mellvig | Lars Madsén   |
| 1953 | Komministern i Klara | Midsommar August Strindberg                 | Palle Brunius |